# امیل گاله
امیل گاله (به فرانسوی: Émile Gallé) (۸ مهٔ ۱۸۴۶ — ۲۳ سپتامبر ۱۹۰۴) بلورساز و منبت‌کار فرانسوی و نماینده برجسته جنبش هنر نو بود. او از عناصر طبیعی (گل‌ها، برگ‌ها و …) در شیشه‌کاری‌های خود استفاده می‌کرد. آثار چوبی او مبتنی بر هنر دوره روکوکو و سنت فرانسوی همراه با کنده‌کاری‌هایی از طرح گل‌ها و شاخه‌های درختان هستند.

## نگارخانه

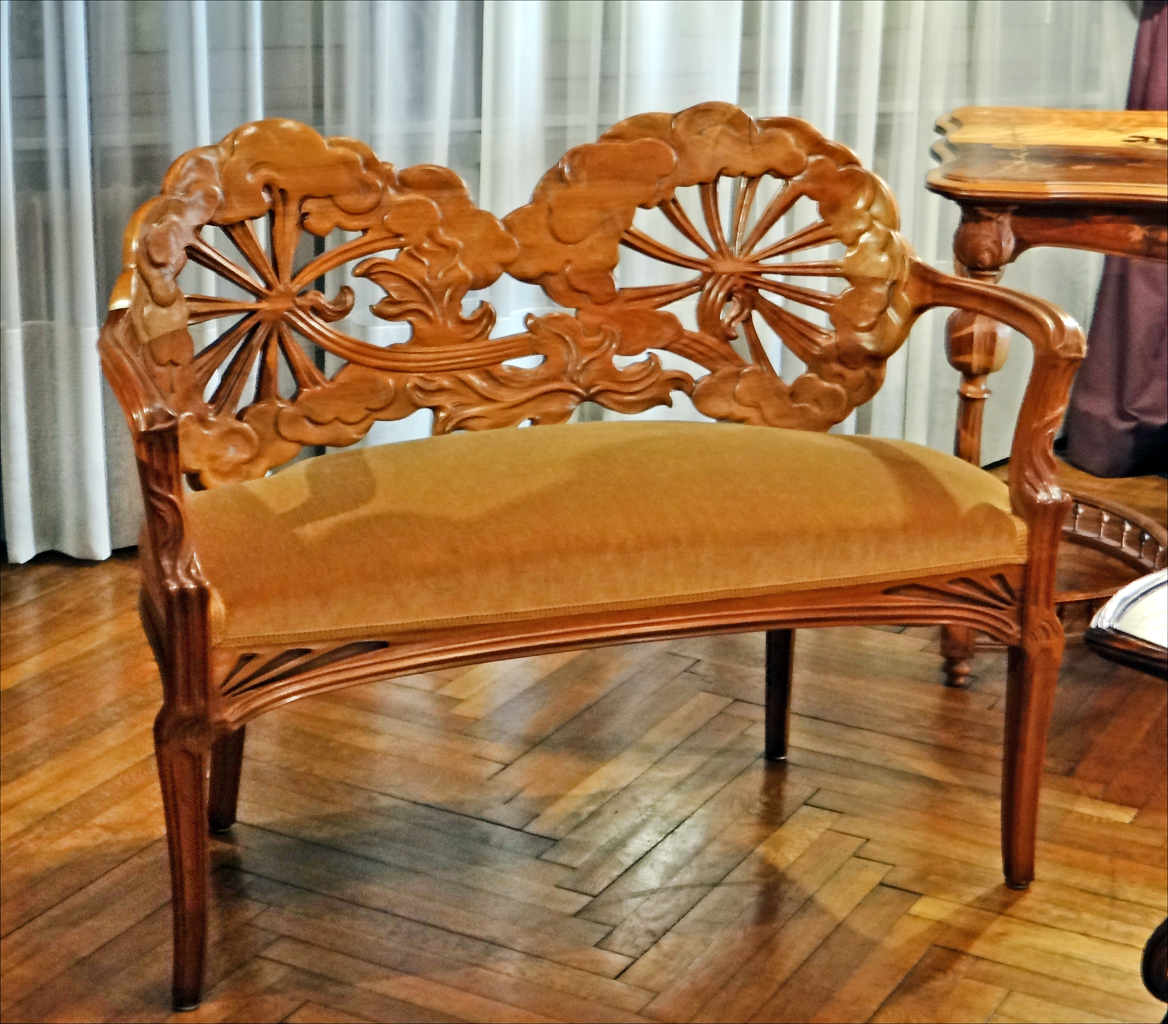
مبل چوبی، اثر گاله
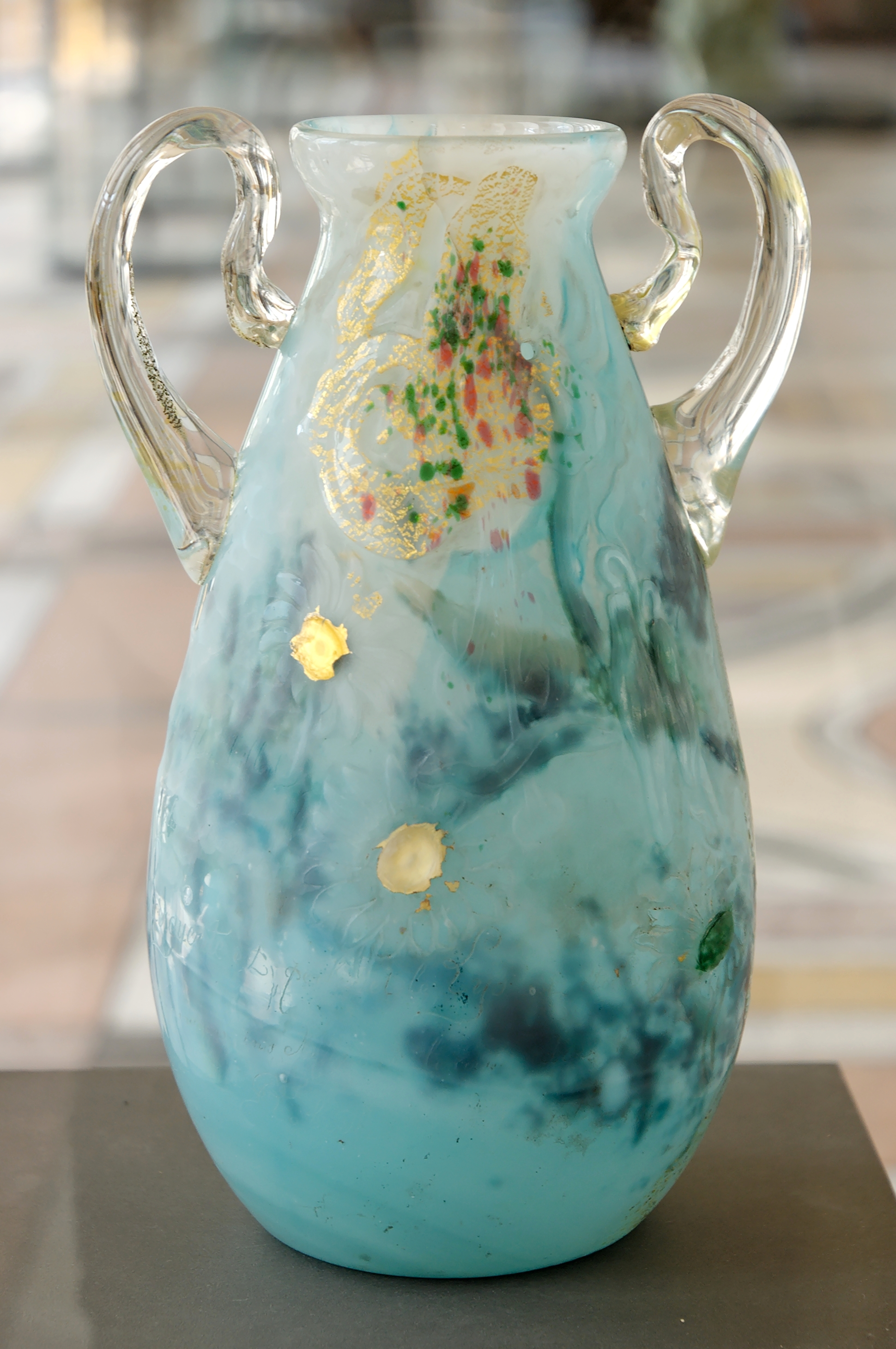
گلدان شیشه‌ای، اثر گاله
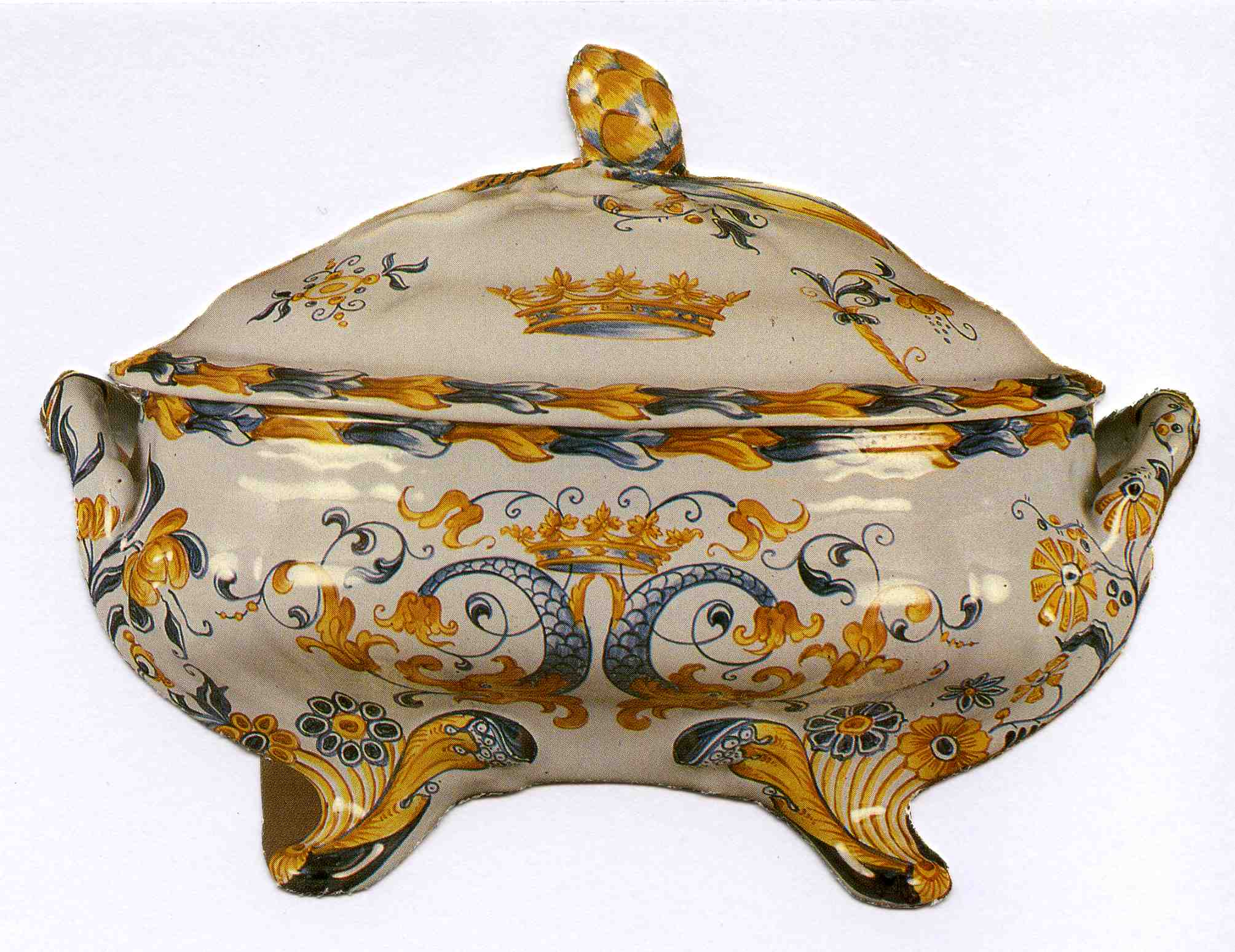
ظرف سوپخوری
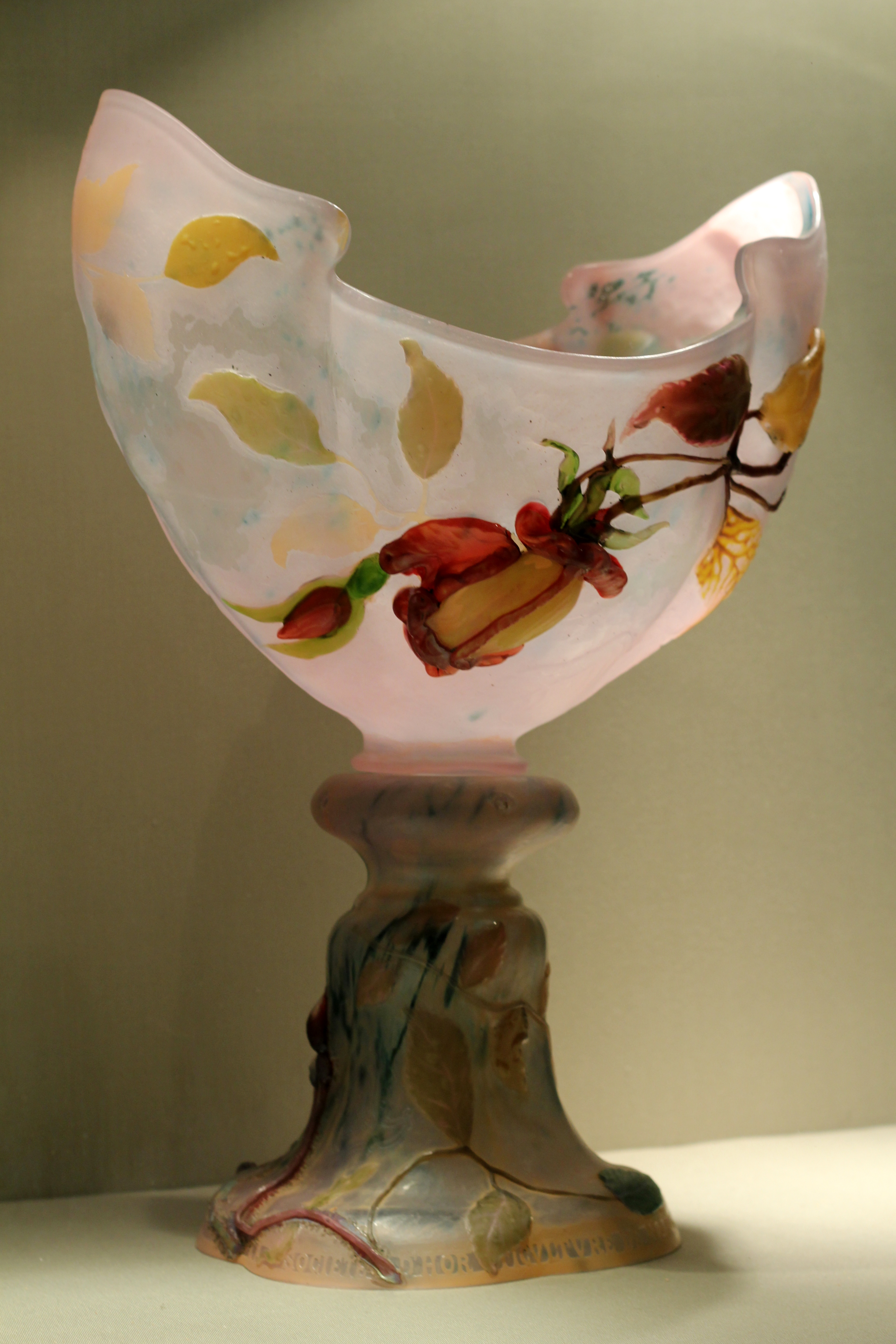
ظرف شیشه‌ای با طرح گل رز
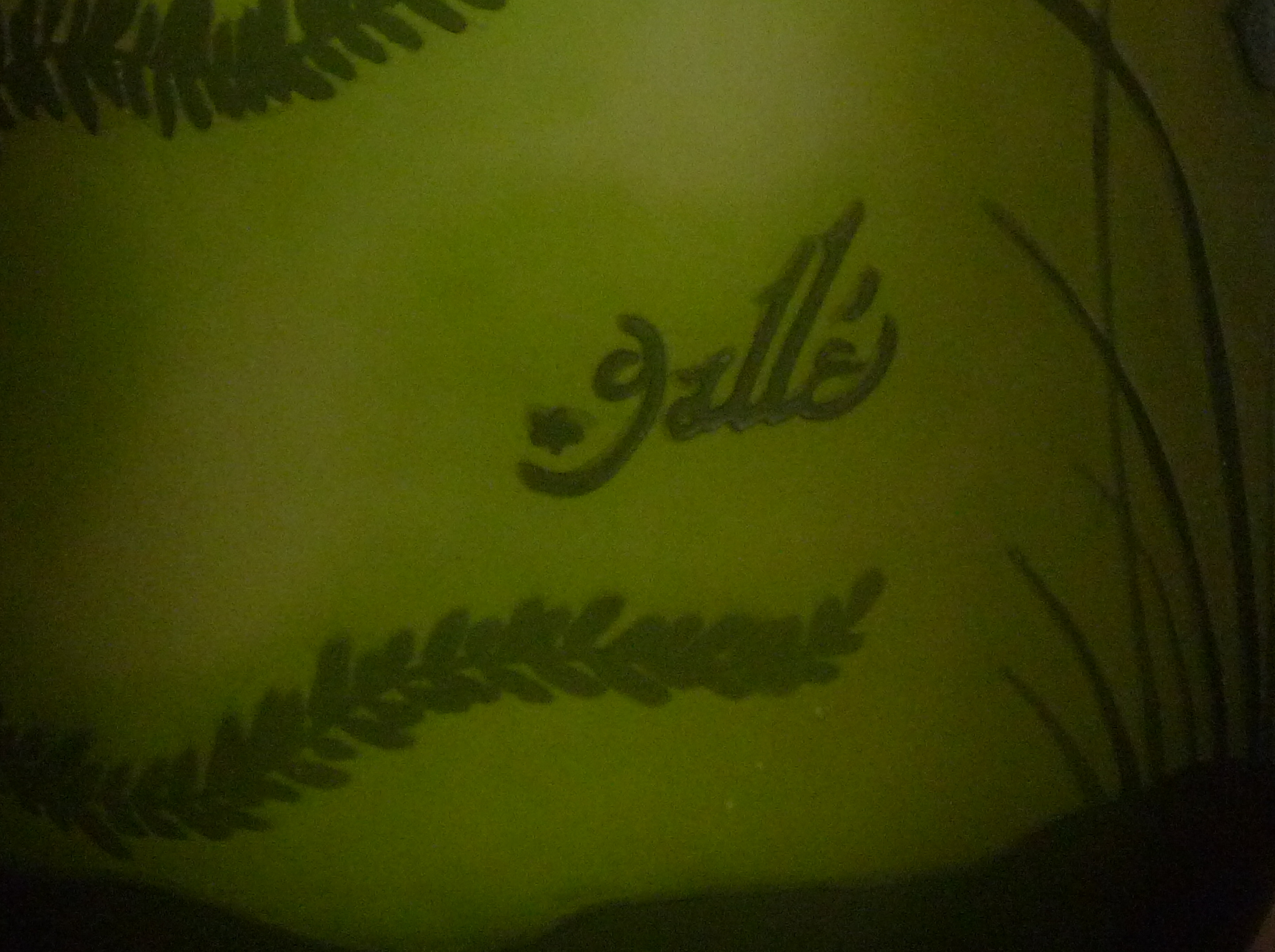
نمونه امضای گاله
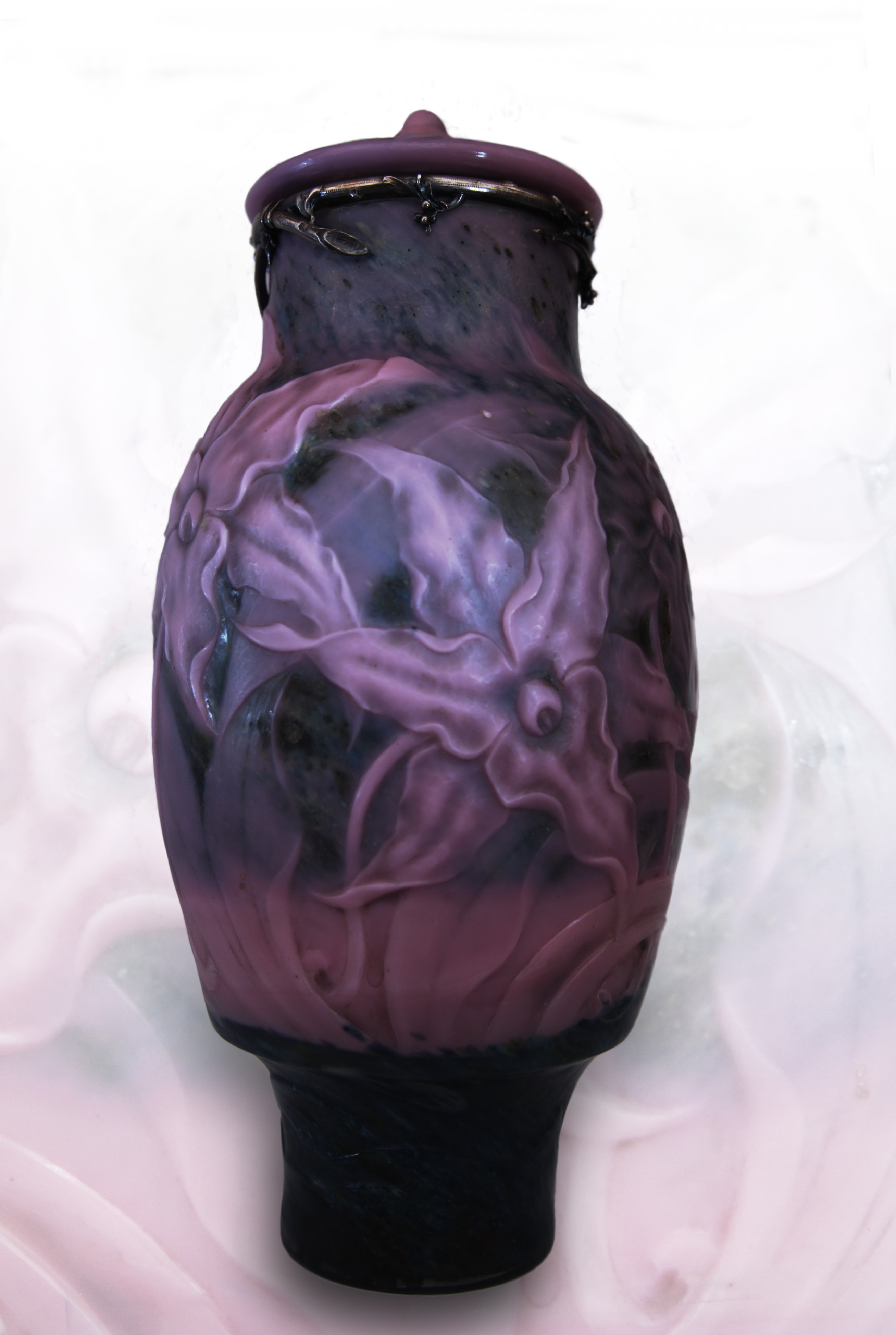
گلدان شیشه‌ای اثر گاله